# Travesa
Travesa (llamada oficialmente A Travesa) es una aldea española situada en la parroquia de Folgoso, del municipio de Abegondo, en la provincia de La Coruña, Galicia.

## Demografía
| Gráfica de evolución demográfica de Travesa entre 1999 y 2018 |
|                                                               |
| Datos según el nomenclátor publicado por el INE.              |